# Citroën Visa
 (décembre 2021).
Si vous disposez d'ouvrages ou d'articles de référence ou si vous connaissez des sites web de qualité traitant du thème abordé ici, merci de compléter l'article en donnant les références utiles à sa vérifiabilité et en les liant à la section « Notes et références ».
La Citroën Visa est une citadine à cinq portes du constructeur automobile français Citroën, produite de 1978 à 1988. Elle succède à la Citroën Ami 8 et à la Citroën Dyane. Elle précède à la fois la Citroën AX mais également la Citroën ZX, du fait de son positionnement supérieur dans la gamme, comprenant également une longueur comprise entre les deux. La nouvelle petite Citroën utilise la plate-forme de la Peugeot 104. Celle-ci ainsi que la gamme Renault 5 sont les concurrentes françaises de la Visa. Le projet de développement de la Visa réutilise les lignes du projet Y avorté par Peugeot, qui donnera plus tard naissance à l'Oltcit fabriquée en Roumanie, qui sera importée en France sous le nom de Citroën Axel, d’où la ressemblance esthétique de la Visa à ce modèle, qui pourtant ne partagent presque aucune pièce en commun.
La Visa présente des caractéristiques étonnantes pour un véhicule de ce segment : essuie-glace central mono-balai, portes avant ouvrant très largement, « satellite » de commandes au tableau de bord, et un moteur à Allumage Électronique Intégral (AEI) développé par Thomson, une première pour une auto de série sur le moteur bicylindre 652cm3 qu'elle partagera avec la LNA lancée quelques semaines plus tard.
Le concept de commandes autour du volant par satellites vu sur la CX est une fois de plus dessiné et proposé par le designer Citroën Michel Harmand. À gauche, il prend la forme d’un gros cylindre, baptisé PRN ou Pluie-Route-Nuit, qui de haut en bas regroupe les commandes suivantes: un bouton pour le lave-glace avant, une bague pour l’essuie-glace avant (Pluie), les clignotants et l’avertisseur sonore (Route), une bague qui allume les feux par une position ville et une position route, enfin un bouton inverseur pour l’appel de phares lorsque rien n’est allumé ou bien lorsque les feux sont allumés, le passage des feux de position seuls à l’activation des feux de croisement avec la bague sur la position ville, et le passage des feux de croisement aux feux de route, si bague sur la position route (Nuit). Ce satellite de commandes se retrouvera sur la GSA.
À droite du volant, une non moins originale commande centralisée du chauffage et de la ventilation.
En 1984, Citroën redessinera le tableau de bord et optera pour des commandes par commodo classiques disponibles dans la banque d’organes du groupe PSA. Les commandes de chauffage et de ventilation se retrouveront dans une position plus courante au centre du tableau de bord.
La Visa fut après la LN la seconde automobile née de l'alliance entre Peugeot et Citroën. Elle comportera une plate-forme, les trains roulants et le moteur 4-cylindres issus de la 104.
La Visa donna naissance au petit utilitaire Citroën C15 en 1984, remplaçant l'Acadiane, les premières versions en reprennent la face avant, l’habitacle, le train avant et les motorisations 4 cylindres X et XUD.

## Historique
La Visa est lancée en septembre 1978 avec un  « moteur boxer bicylindre » de 652 cm3 dérivé de celui de la 2 CV sur les versions Spécial et Club, il est l’ultime évolution du célèbre bicylindre : d'abord en 4 CV puis en 3 CV (sauf VU) lorsque la puissance passe de 35 à 34 ch à partir du millésime 1983, sur la Visa II. Elle est aussi disponible dès sa sortie  avec le « moteur X » à 4 cylindres 1 124 cm3 57 ch (5 CV) de la Peugeot 104 sur la version Super.

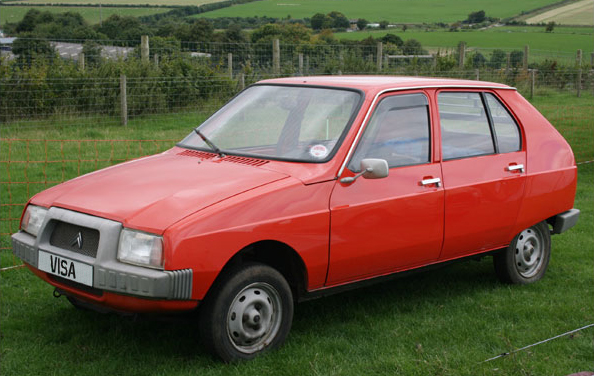
Citroën Visa, phase I, de 1980

Pour le millésime 1981, c'est-à-dire en juillet 1980, la Visa Super est remplacée par deux versions : la Super E (pour Économie) dont le moteur est accouplé à une boîte longue (5,5 l/100 km), et la Super X équipée d'un 1 219 cm3 de 64 ch (155 km/h) reconnaissable à son bouclier avant peint de la couleur de la carrosserie avec spoiler et en particulier avec deux teintes spectaculaires : un bronze et un vert.

### Le restylage, la Visa II
En mars 1981, seulement deux ans et demi après son lancement, la Visa grâce au restylage opéré par Heuliez devient la Visa II avec des changements cosmétiques importants mais minimalistes en termes de composants, pour répondre aux reproches qui minent sa part de marché : utilisation de zones peintes et d’enjoliveurs noirs sur l’arrière et le profil pour augmenter en trompe-l’œil la surface vitrée. La face avant initiale, avec son bouclier proéminent qui englobe la grille de calandre, conçu pour maximiser la protection contre les petits chocs courants en milieu urbain, mais si contestée par le public et la presse, est remplacée par un bouclier plus sobre et une large grille de calandre en plastique entre les optiques. Nouveaux feux arrière portant désormais toute la signalisation arrière et enveloppants sur les côtés pour donner une impression de plus grande largeur. Les motifs des roues sont également nouveaux. Côté mécanique, la Super E joue plus que jamais la carte de l'économie, avec un taux de compression plus élevé qui permet un couple moteur augmenté et obtenu à un régime plus faible au prix d'une puissance ramenée à 50 ch DIN, des consommations en baisse (5,1 l/100 km) et des performances à peu près identiques. Pour d'ailleurs compenser totalement cette légère perte de puissance, une boîte 5 « courte » sera proposée en option à partir du millésime 83. Le directeur commercial de l'époque, Georges Falconnet, annoncera au réseau que la Visa possède alors le record du monde de faible consommation à 120km/h.
Ce restylage rapide et économique, réalisé avec la collaboration d'Heuliez, s’imposait car la Visa avait bien mal commencé sa carrière. En France en 1979, elle trouvait un peu plus de 90 000 clients, contre 212 900 pour la Renault 5. Score honorable sans plus, mais dès 1980, alors que la Renault 5, boostée par ses versions 5 portes lancées en juillet 1979, allait s'envoler au-dessus des 300 000 ventes, la Visa retombait déjà sous les 65 000, ne parvenant même pas à inquiéter la Peugeot 104 pourtant vieillissante. Le restylage de 1981 lui permet de faire grimper ses ventes à 82 707 dès cette année-là. Elle remonte alors de la neuvième à la cinquième place du marché et devient, devant la GSA, la Citroën la plus vendue de l'année. Puis en 1982 les ventes dépassent les 95 000 exemplaires, lui permettant de conserver sa cinquième place. À partir de 1983, le réseau étant surtout occupé à vendre la nouvelle BX, les ventes commenceront à décliner, l’arrivée de la Peugeot 205 n’arrangeant rien à son contexte concurrentiel.
À partir de 1981, la Visa est également vendue en Espagne.

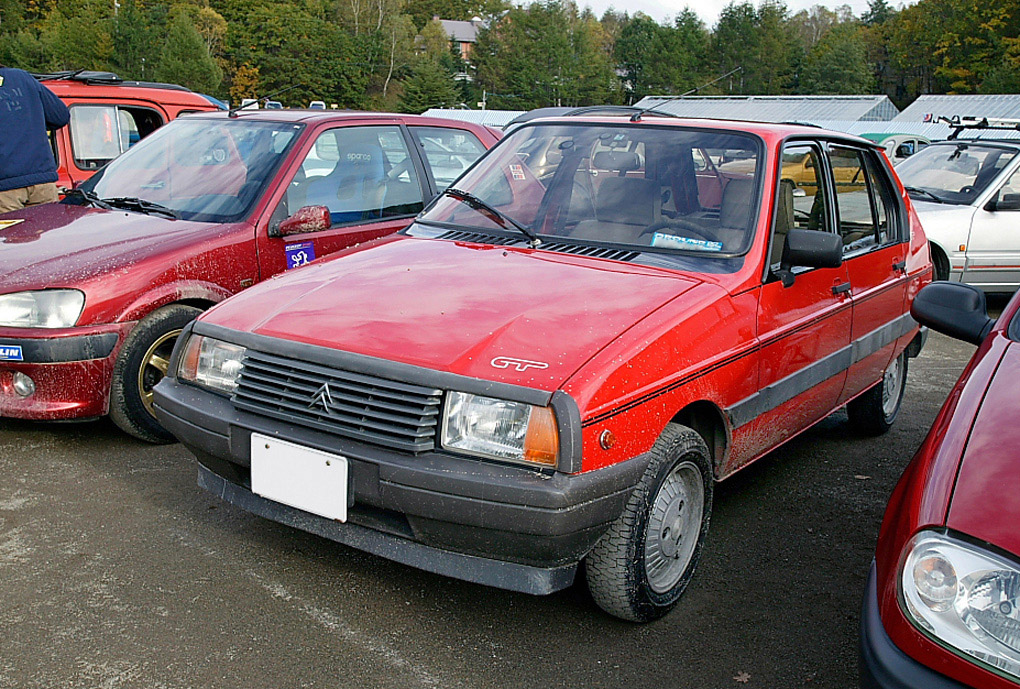
Citroën Visa GT

Progressivement, des versions vitaminées apparaissent à partir du printemps 82 avec, sous forme de séries limitées, la Chrono de 93 ch (1 360 cm3, 2 carburateurs double corps, 5 vitesses - 173 km/h), la GT (été 82 - millésime 83) propulsée par le 1 360 cm3 en version 80 ch (5 vitesses - 168 km/h) en remplacement de la Super X, la GT Tonic (été 83 - millésime 84), une Chrono débarrassée de ses bandes décoratives bleues et rouges et de ses sièges AV baquets, avec un moteur de GT, puis la GTI (105 puis 115 ch) à l'automne 84 (millésime 85), cette dernière partageant ses moteurs avec la Peugeot 205 GTi.
À l'automne 1981 (millésime 82) apparaît la Visa L, modèle 4-cylindres de base, qui reprend une présentation proche de la bicylindre « Spécial » avec moteur de Super E. Elle ne connaitra pas un grand succès. Pour le millésime 84, afin de s'aligner sur la nouvelle nomenclature Citroën, elle sera rebaptisée Visa 11 E et la Super E, Visa 11 RE.
En 1983, une version décapotable à quatre portes basée sur la Super E est proposée.
Plusieurs séries spéciales ont aussi été commercialisées, comme les Visa Carte Noire (mars 1979) et Sextant (mars 1980) sur la base de la Super, la WestEnd (avril 1982) sur base Super E, la Platine (septembre 1983) sur base 11 RE, l'Olympique (mars 1984) sur base 11 E, la Challenger (mars 1985) sur base GT et la Leader (mars 1986) sur base 11 RE et 17 RD.
En mars 1984, apparaît la Visa Diesel (17 D et 17 RD) destinée à élargir la diffusion du modèle auprès des acheteurs séduits par ce type de mécanique. Le moteur Diesel 1,7 litre, plus encombrant, rend nécessaire l'adoption du train avant élargi de la Peugeot 205 qui impliquera des petits élargisseurs d'ailes avant en plastique gris. La roue de secours reste sous le capot, comme sur toutes les Visa, mais elle est remplacée par une roue galette. Deux types de boîtes 4 et 5 vitesses sont disponibles.
Son tableau de bord sera renouvelé dans un style plus sobre pour le millésime 1985. À cette occasion, une Visa 14 TRS équipée du 1 360 cm3 - 60 ch DIN avec boîte 4 ou 5 vitesses, sera présentée. Elle vient s'intercaler entre la Visa 11 RE (nouvelle appellation de la Super E depuis l'été 83) et la GT. L’option des vitres avant électriques est à présent disponible ainsi que le verrouillage central à partir des modèles 11 RE/17 RD.
En juillet 1984 est lancée une version 10 E pour l'export. Elle sera disponible sur le marché français à partir d'avril 1986. Cette version est équipée du moteur essence 1.0 d'une puissance maximale de 45 ch.
En 1984, apparaît également une fourgonnette Visa sous l'appellation C15. La production du C15, dernier survivant de la gamme Visa, s'est achevée fin 2006.
En 1986, une publicité pour la Citroën Visa décollant d'un porte-avions obtient le César du meilleur film publicitaire.
À la suite du lancement de la Citroën AX à cinq portes en septembre 1987, la Visa termine sa carrière en 1988, non sans engager le millesime 1989.  Pendant la dernière année, la Visa à moteur bicylindre n'était plus disponible qu'avec la finition de base et réservée au marché français, avec les 10E et 11RE. Les versions diesel 17D et 17RD étaient réservées à l’export.

## Les différentes versions
Pour tenter de dynamiser son image, Citroën lance en 1983 la Visa découvrable dont l'étude et le prototype ont été réalisés par la Carrozzeria Coggiola. Une originale carrosserie à quatre portes avec encadrement et toit décapotable. L'allure « toit fermé » reste relativement inchangée par rapport à la berline. Fabriquée chez Heuliez et commercialisée l'espace de trois millésimes, elle se vendra à 2 633 exemplaires. Cette version est arrêtée en 1985.
Elle connaît une tardive carrière au cinéma en tant « qu'originale guimbarde » dans la comédie Crash Test Aglaé où elle est chargée de conduire les personnages joués par Yolande Moreau, Julie Depardieu et India Hair en Inde.

Citroën Visa décapotable
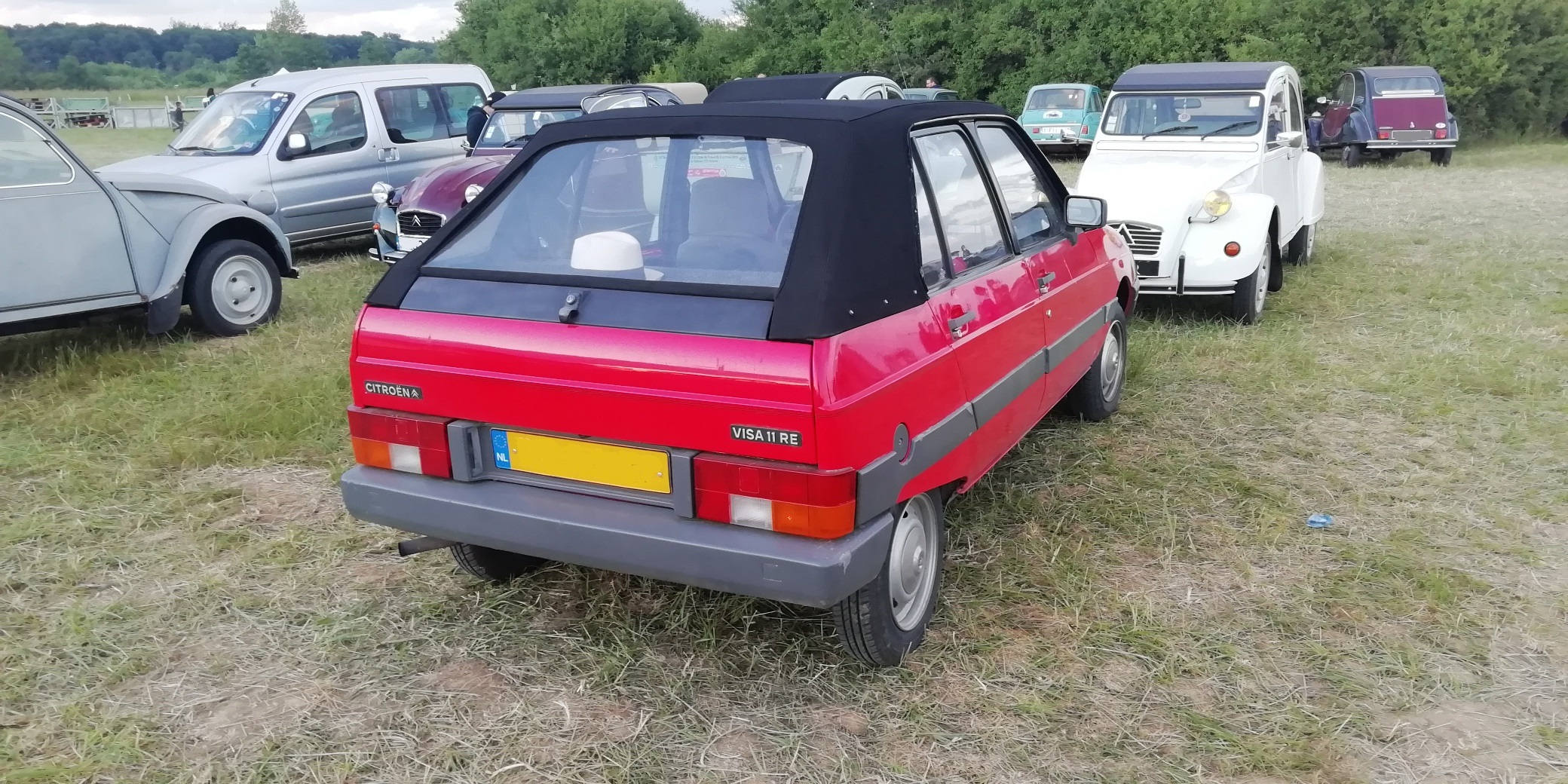
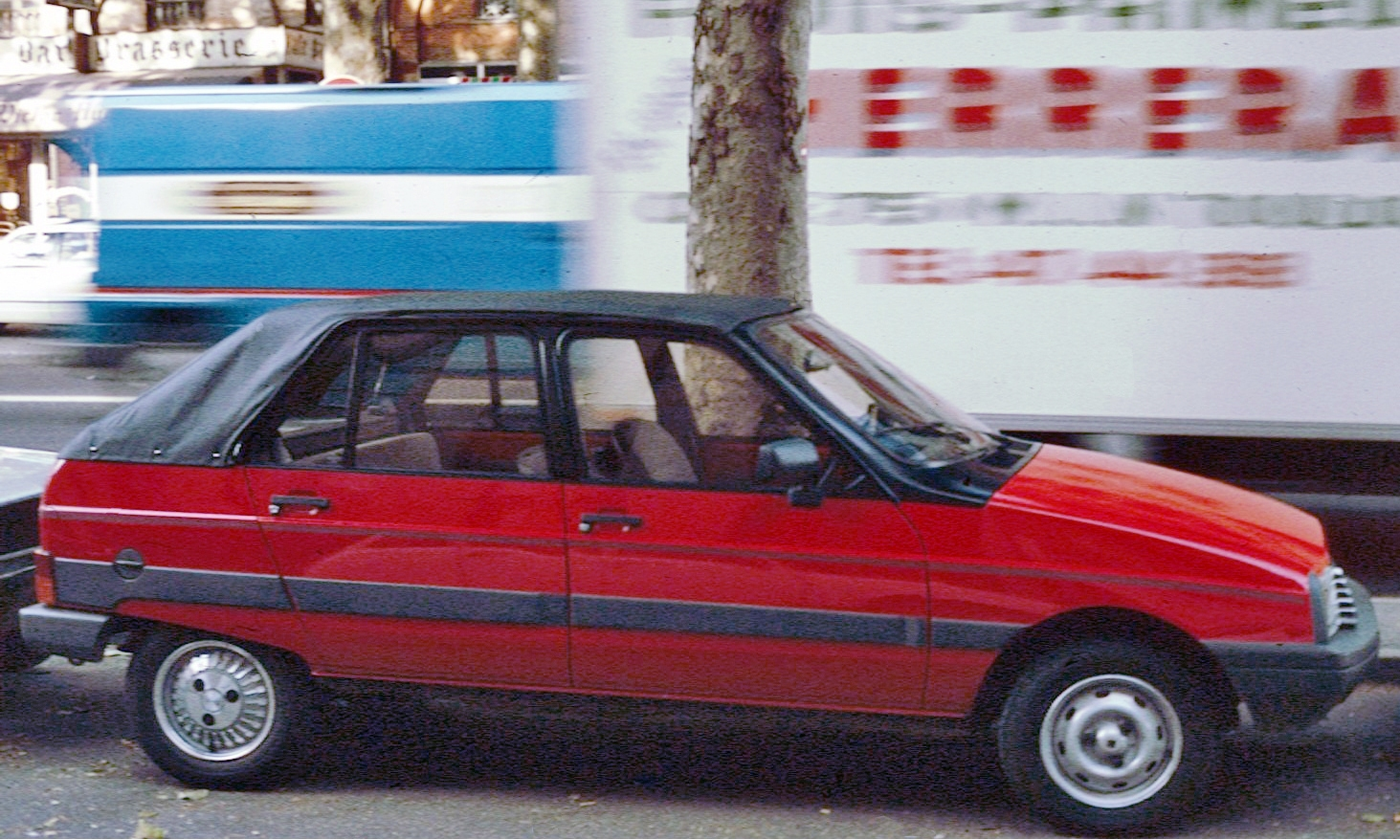
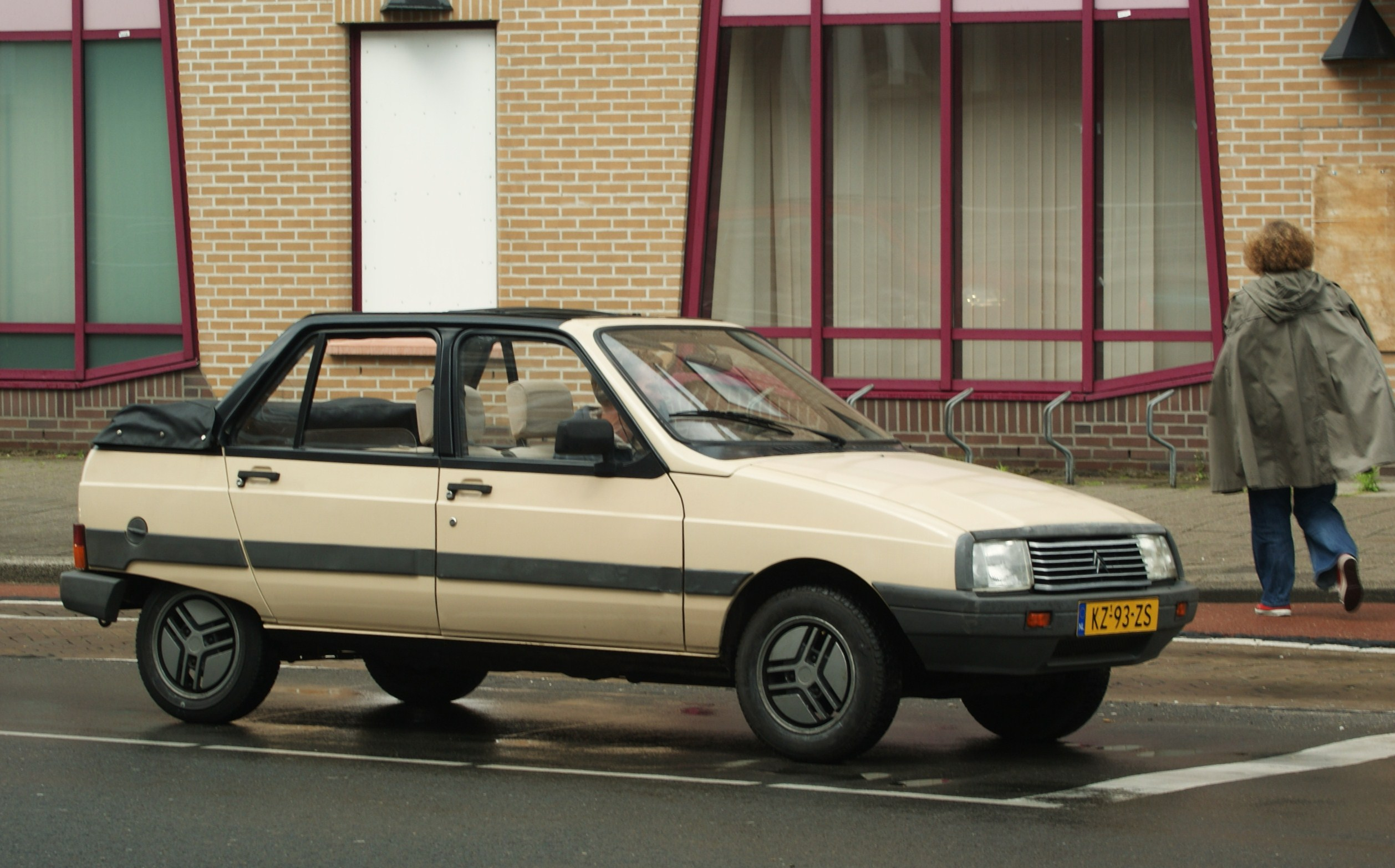

## Caractéristiques
| Motorisation            | Code moteur               | Architecture                  | Cylindrée | Puissance maximale    | Couple maximal         |
| ----------------------- | ------------------------- | ----------------------------- | --------- | --------------------- | ---------------------- |
| Moteur boxer bicylindre | V06/630, V06/644, V06/665 | bicylindre boxer, essence     | 652 cm3   | 35 ch à 5 250 tr/min  | 48 N m à 3 500 tr/min  |
| Moteur X                | XV8                       | 4-cylindres en ligne, essence | 954 cm3   | 45 ch à 6 000 tr/min  | 65 N m à 2 750 tr/min  |
| Moteur X                | XW3 (1979-1981)           | 4-cylindres en ligne, essence | 1 124 cm3 | 57 ch à 6 250 tr/min  | 80 N m à 3 000 tr/min  |
| Moteur X                | XW7 (1981-1988)           | 4-cylindres en ligne, essence | 1 124 cm3 | 50 ch à 5 500 tr/min  | 83 N m à 2 500 tr/min  |
| Moteur X                | XZ5X                      | 4-cylindres en ligne, essence | 1 219 cm3 | 64 ch à 6 000 tr/min  | 91 N m à 3 000 tr/min  |
| Moteur X                | XY7                       | 4-cylindres en ligne, essence | 1 360 cm3 | 60 ch à 5 000 tr/min  | 105 N m à 2 500 tr/min |
| Moteur X                | XYR                       | 4-cylindres en ligne, essence | 1 360 cm3 | 93 ch                 |                        |
| Moteur XU               | XU5J                      | 4-cylindres en ligne, essence | 1 580 cm3 | 115 ch à 6 250 tr/min | 131 N m à 4 000 tr/min |
| Moteur XUD              | XUD7                      | 4-cylindres en ligne, diesel  | 1 769 cm3 | 60 ch à 4 600 tr/min  | 112 N m à 2 000 tr/min |

Le moteur bicylindre de 652 cm3 est placé longitudinalement et en porte-à-faux avant. Il est accouplé à une boîte de vitesses à 4 rapports extrapolée de celle des GS. Sa distribution est identique à celle de la 2cv, ce moteur étant la version sur-alésée à 652 au lieu de 602 cm3, à laquelle fût ajoutée un allumage électronique, avec boîte séparée et embrayage à sec, tout comme sur les précédentes Dyane, Ami 6 et 8, et 2cv. C'est le seul moteur d'origine Citroën monté dans la Visa, les autres provenant de la Française de mécanique de Douvrin, filiale de PSA (et encore de Renault à l'époque).
Ce moteur possède effectivement un allumage électronique intégral. 
Le moteur X hérité du bagage technique de la Peugeot 104, tout alu, est placé transversalement très incliné en arrière (72°), couché sur sa boite de vitesses intégrée dans le carter inférieur, elle partage son huile pour la lubrification. Refroidi par eau avec distribution par chaine.
Les moteurs XU et XUD, respectivement des GTI et des diesel, également refroidis par eau, ont quant à eux une distribution par courroie crantée et une architecture plus conventionnelle avec une boite en bout de vilebrequin.

## Compétition

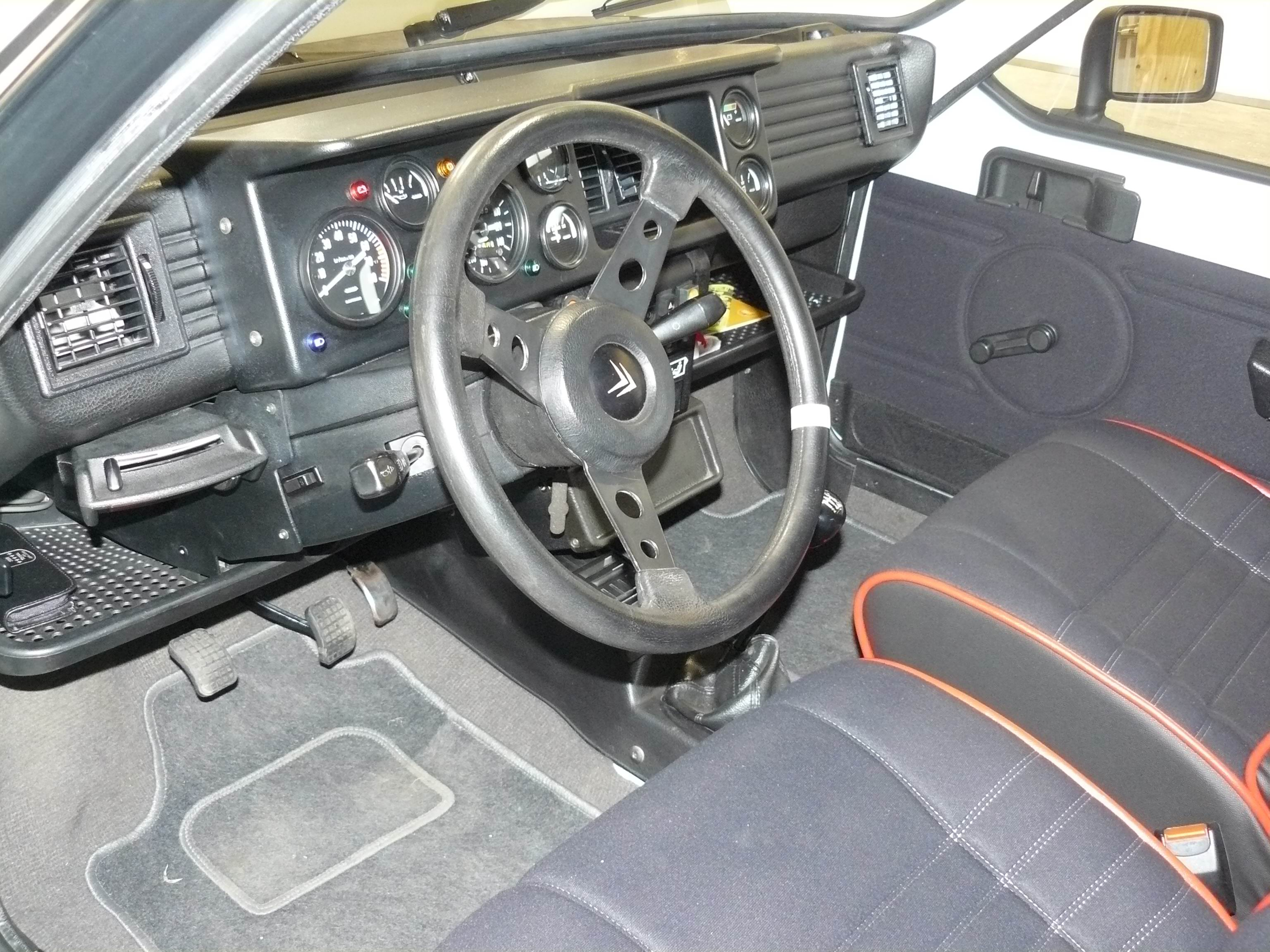
Habitacle d'une Visa 1000 Pistes.

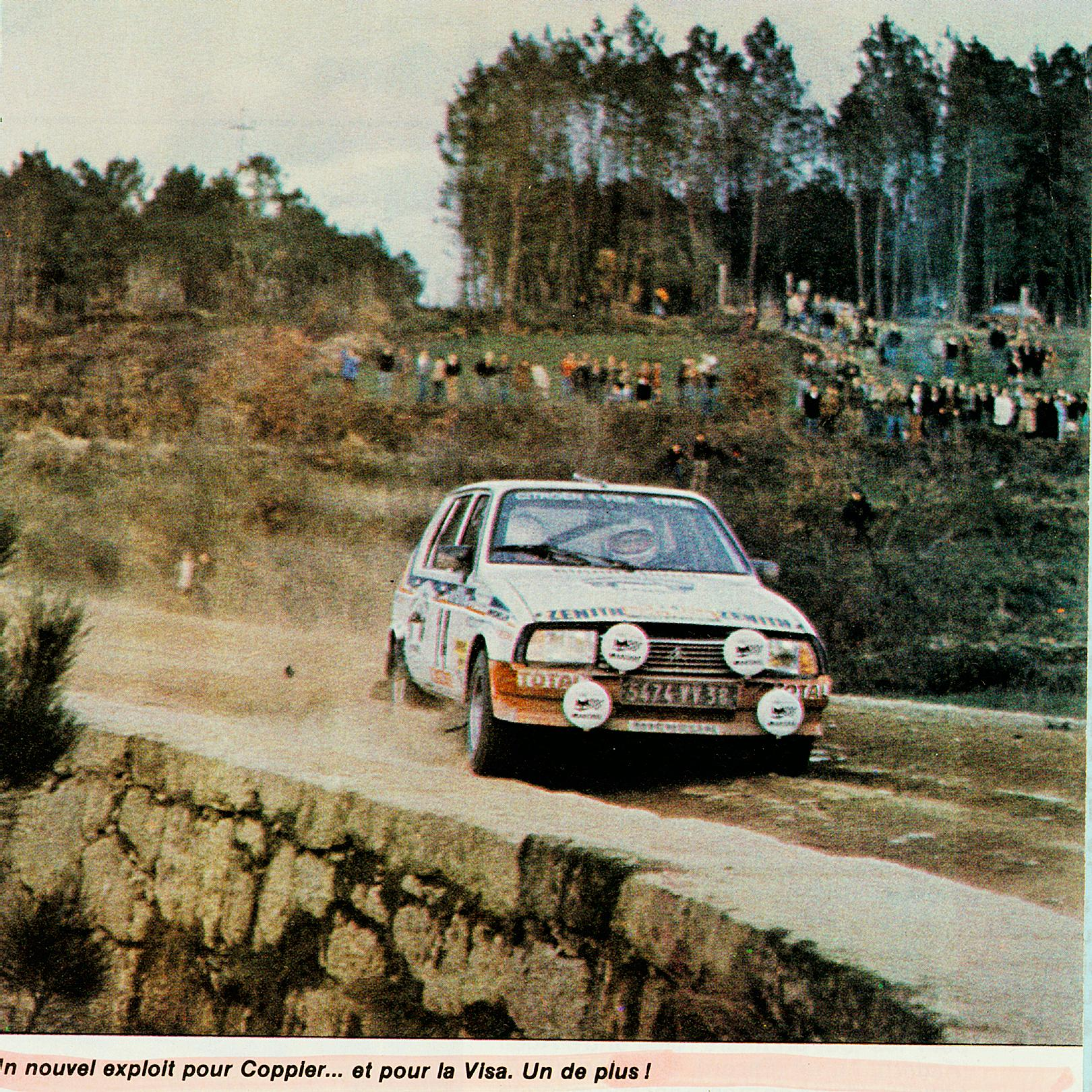
Alain Coppier cinquième du Rallye du Portugal 1982 en WRC, sur Citroën Visa Trophée.

Dès 1981, Citroën lancera la Visa en compétition en préparant une version Groupe 5 (Prototypes) de la Super X. Moteur préparé (1 284 cm3 - 115 ch DIN), caisse renforcée et allégée (plusieurs éléments, capot, ailes, portes... en résine), suspensions spécifiques. Ce sont ces Visa Super X Groupe 5 qui serviront de support au Trophée Total Citroën Visa en 1981, remporté par Christian Rio.
Fin 1981, la production de 200 Visa Trophée (1 219 cm3 - 100 ch DIN - 5 vitesses), dérivées de la Groupe 5, est lancée à des fins d'homologation de la voiture en Groupe B (nouvelle catégorie FIA). Ce sont ces voitures qui, deux saisons durant (1982 - 1983), représenteront brillamment Citroën en compétition, avec de nombreuses victoires de classes et scratch dans des rallyes nationaux et internationaux. À noter la 8e place de l'une d'elles au Paris-Dakar 1984, alors qu'il ne s'agit que d'une deux roues motrices, ainsi que huit « top 10 » dans des épreuves du championnat du monde des rallyes (Christian Dorche 8e et Olivier Tabatoni 9e au Portugal 1982, l'Italien Vittorio Caneva 10e au Sanremo 1982 (11e l'année suivante), Alain Coppier 9e en Corse en 1983, puis Philippe Wambergue (9e), Maurice Chomat (10e) et Christian Rio (11e) en triplet à l'Acropole 1983, Christian Dorche 9e au Portugal 1984 après avoir été 13e en 1983 - ainsi que l'Anglais Mark Lovell 12e du RAC Rally 1983 - et 7e au Monte-Carlo 1987, ce qui constitue le meilleur résultat de la Visa en WRC). Toujours en WRC, Carole Vergnaud s'illustre chez les féminines à son volant.
La Visa évoluera début 1984 avec une version à quatre roues motrices, la « 1000 Pistes » (1 360 cm3 - 112 ch DIN - 5 vitesses), dont 200 exemplaires verront le jour, toujours pour raison d'homologation en Groupe B,. Parmi ces 200 voitures, vingt d'entre elles baptisées « 1000 pistes Évolution » recevront une mécanique affûtée d'une cylindrée de 1 434 cm3, développant 145 ch (victoire de Carole Vergnaud lors de la Coupe des Dames du Rallye Monte-Carlo 1987).
En 1984 toujours, Roger Chevreton remporte le Championnat de France de rallycross avec cette version 4×4, portée à 1,6 L.
De 1985 à 1989, elle devient Championne de France des rallyes Terre sans discontinuer en version « 1000 Pistes » avec cinq pilotes différents (Chauche, Dorche, Bondil, Royer et Chomat).

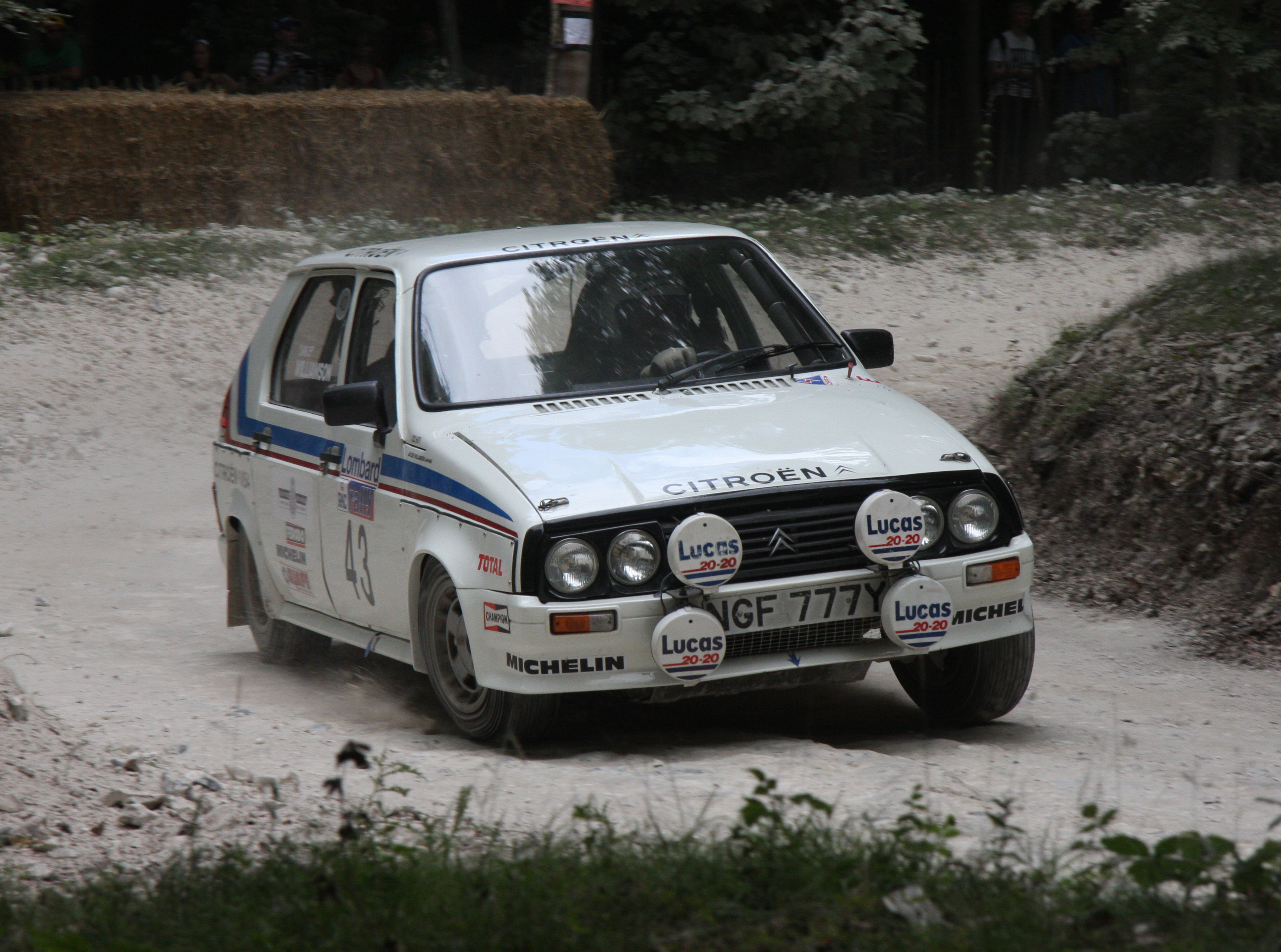
Citroën Visa Rallye Chrono (engagée au Trophée du même nom).
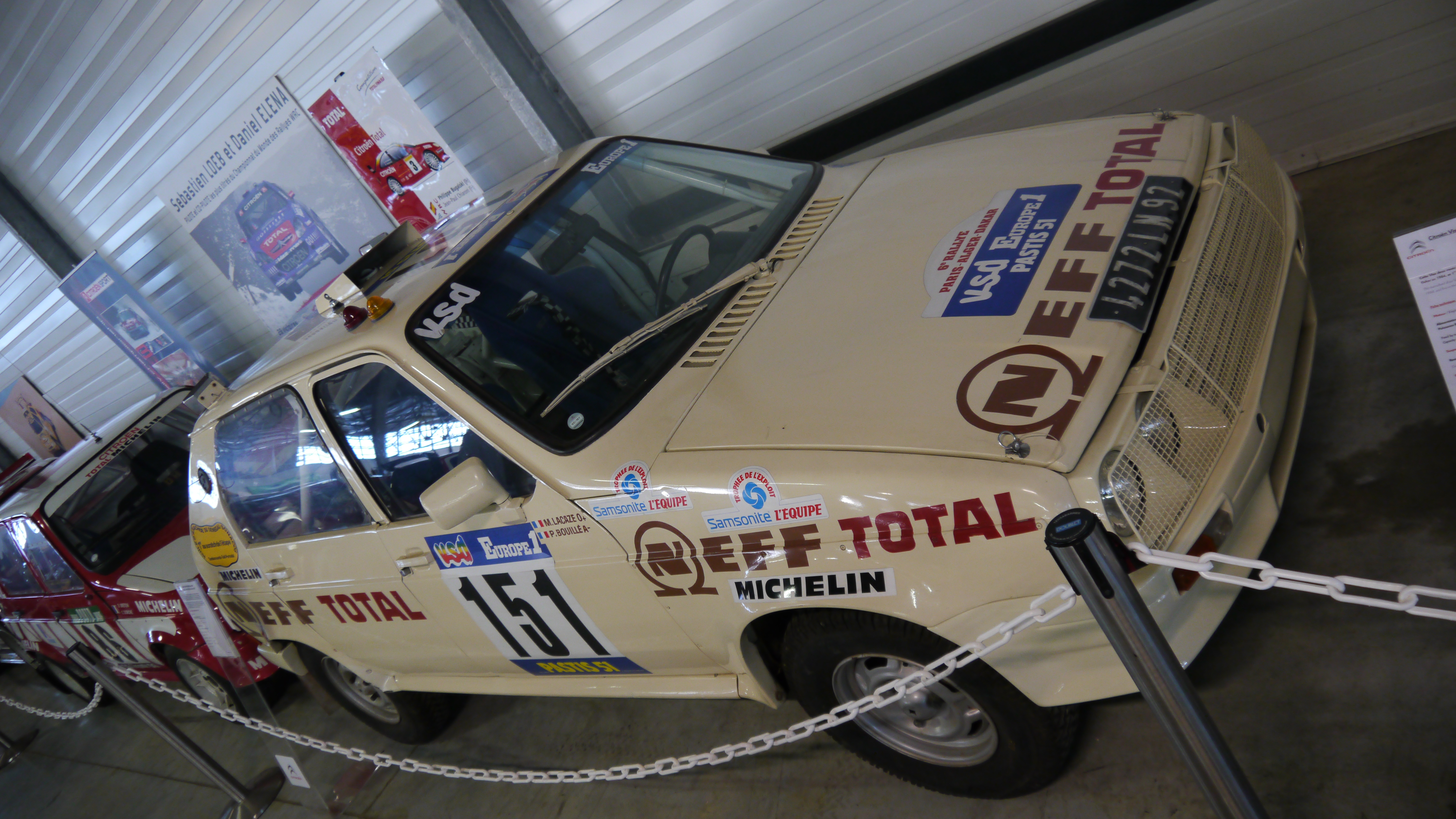
Visa Trophée engagée par l'équipe Citroën-Total-Neff pour le Paris-Dakar 1984, confiée à l'équipage Marc Lacaze - Pierre Bouille.
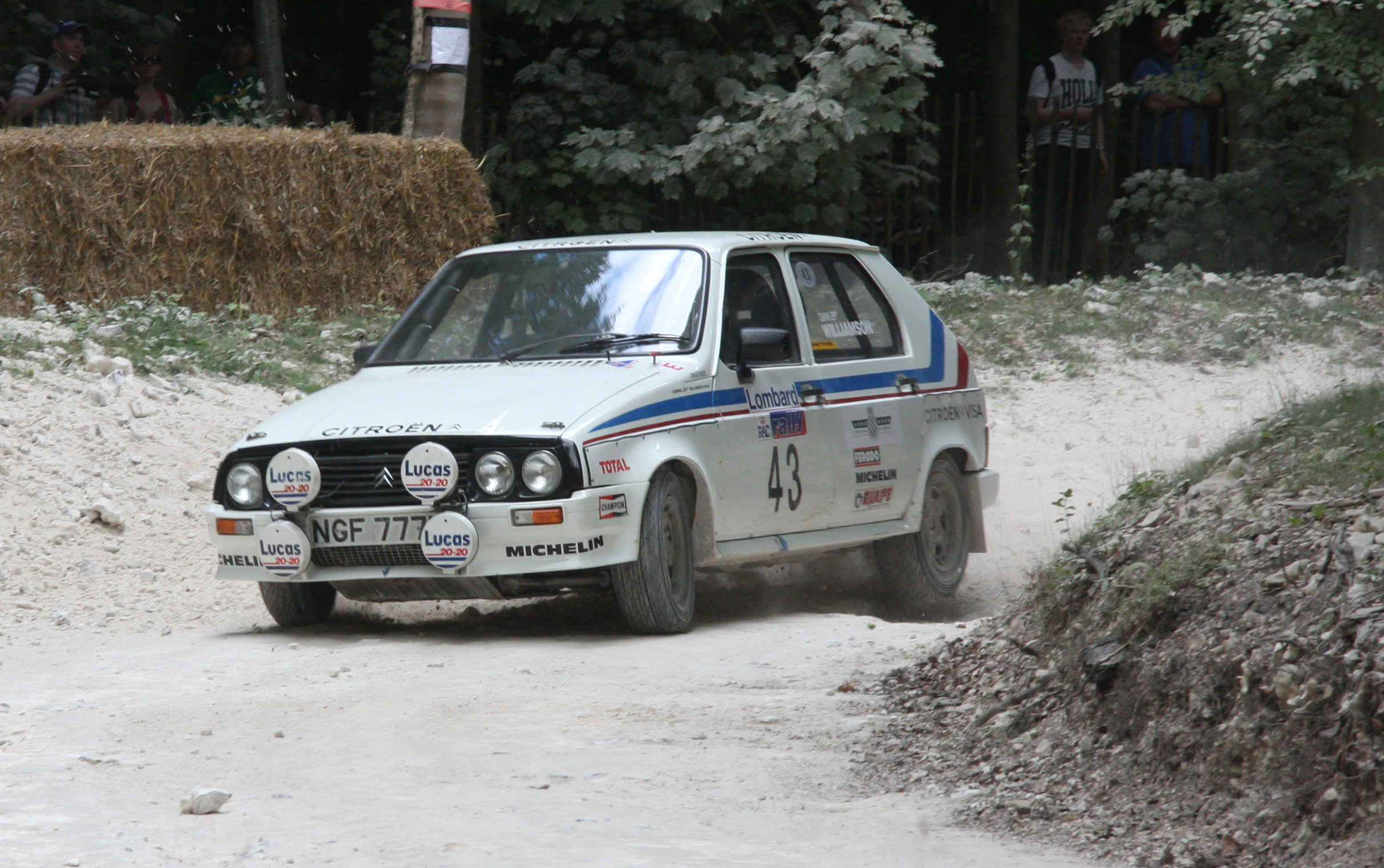
La Visa Rallye Chrono en livrée RAC Rally.
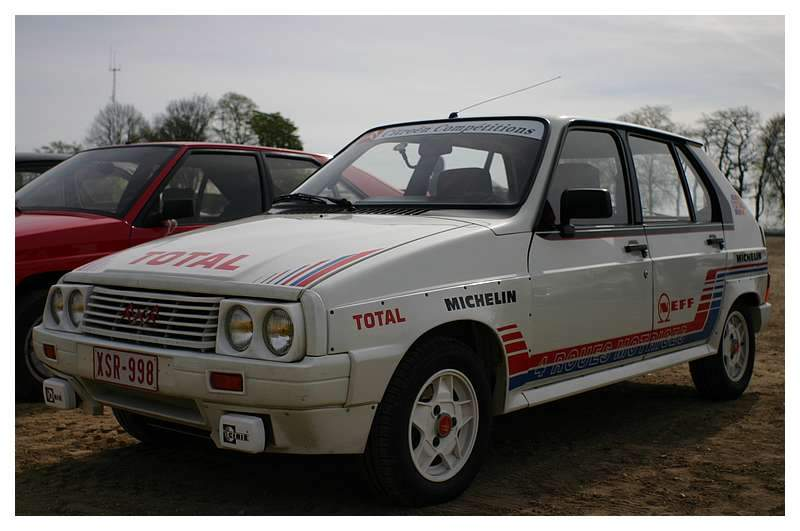
Une Citroën Visa 1000 pistes.
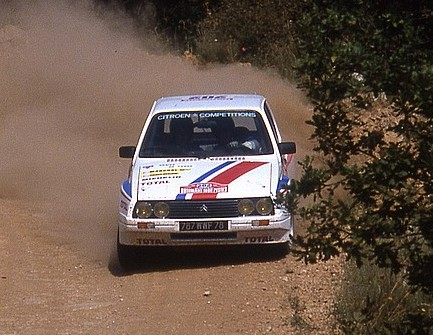
Philippe Wambergue au Rallye des 1000 Pistes sur sa Visa Proto 2 (1984)